# اشتورف (شهر)
اشتورف (شهر) (به آلمانی: Estorf) یک شهر در آلمان است که در Oldendorf-Himmelpforten واقع شده‌است. اشتورف ۱٬۵۱۶ نفر جمعیت دارد.